# Charles Joseph Bonaparte
Charles Joseph Bonaparte (/ˈboʊnəpɑːrt/ BOH-nə-part; 9 tháng 6 năm 1851 – 28 tháng 6 năm 1921) là một luật sư và nhà hoạt động chính trị người Mỹ vì các mục đích tiến bộ và tự do của dòng dõi quý tộc Pháp. Xuất thân từ Baltimore, Maryland, ông phục vụ trong nội các của tổng thống Hoa Kỳ thứ 26, Theodore Roosevelt với vài trò Bộ trưởng Hải quân và sau là Bộ trưởng tư Pháp.
Ông là hậu duệ của Hoàng tộc Bonaparte. Ông nội của ông là Jérôme Bonaparte (Vua của Vương quốc Westphalia), em trai của Hoàng đế Napoleon. Ông sinh ra đời vào tháng 6 năm 1851, chỉ 18 tháng sau, bác họ của ông là Charles-Louis Napoléon Bonaparte đã phục hoàng vương quyền cho Nhà Bonaparte, khai sinh ra Đệ Nhị Đế chế Pháp với đế hiệu Napoleon III. Ông nội của ông là Jérôme ngay lập tức trở thành người đứng đầu trong hàng kế vị ngai vàng đế chế, cho đến khi con của Napoleon III chào đời vào năm 1856. 
Bonaparte là Bộ trưởng Hải quân Hoa Kỳ và sau đó là Tổng chưởng lý Hoa Kỳ (Bộ trưởng tư pháp). Trong nhiệm kỳ Tổng chưởng lý của mình, ông đã thành lập Cục Điều tra (nay là FBI). Bonaparte là một trong những người sáng lập và trong một thời gian là chủ tịch của Liên đoàn Công dân Quốc gia. Ông cũng là một nhà hoạt động lâu năm vì quyền của cư dân da đen tại thành phố quê hương Baltimore của mình.

## Cuộc sống đầu đời và giáo dục

Huy hiệu của Charles Joseph Bonaparte

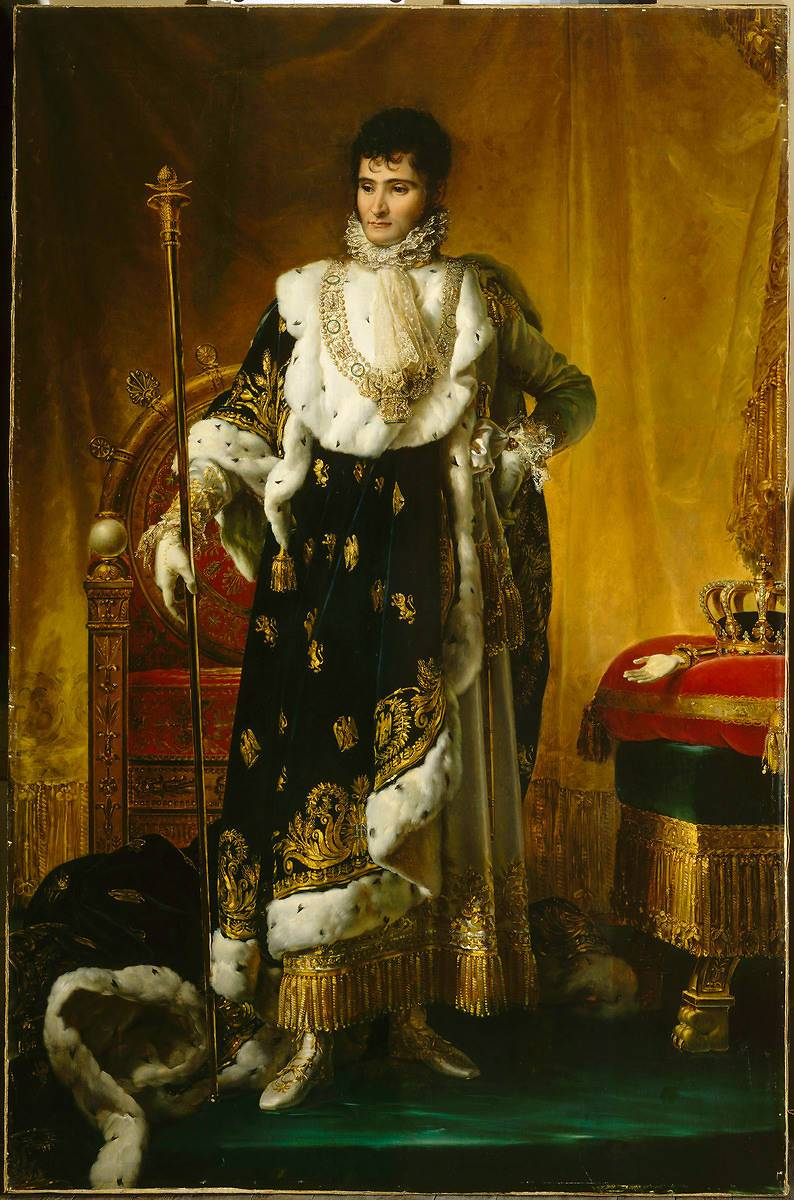
Jérôme Bonaparte, Vua của Westphalia, ông nội của Charles Joseph Bonaparte

Bonaparte sinh ra tại Baltimore, Maryland, thuộc miền Đông Hoa Kỳ vào ngày 9 tháng 6 năm 1851, là con trai của Jérôme ("Bo") Napoleon Bonaparte (1805–1870), và Susan May Williams (1812–1881), và là cháu trai của Jérôme Bonaparte, Vua của Westphalia, em trai út của Hoàng đế Napoleon I của Pháp. Tuy nhiên, những thành viên Nhà Bonaparte ở Mỹ không được coi là một phần của triều đại và không bao giờ sử dụng bất kỳ tước hiệu hoàng gia nào, vì từ đầu, Hoàng đế Napoleon đã không công nhận cuộc hôn nhân giữa Jérôme và Elizabeth Patterson là hợp pháp.
Bonaparte tốt nghiệp Harvard College ở Cambridge, Massachusetts vào năm 1871 và sống tại Grays Hall trong năm thứ nhất. Ông cũng là chủ tịch sáng lập của Signet Society, một câu lạc bộ cuối cùng về công nhận văn học và nghệ thuật tại Harvard. Sau đó, ông tiếp tục theo học tại Trường Luật Harvard, nơi ông sau này làm giám thị trường đại học. Ông hành nghề luật sư tại Baltimore và trở nên nổi tiếng trong các phong trào cải cách thành phố và quốc gia.

## Sự nghiệp
Năm 1899, Bonaparte là diễn giả chính cho lớp tốt nghiệp đầu tiên của tổ chức dành cho phụ nữ Công giáo La Mã do Hội Nữ tu Trường Notre Dame điều hành, Notre Dame Maryland College (nay là Đại học Notre Dame Maryland). Ông đã phát biểu về "Ý nghĩa của Bằng cử nhân".
Bonaparte sống trong một ngôi nhà phố ở khu phố phía bắc Baltimore thuộc vùng lân cận Mount Vernon-Belvedere và có một khu điền trang ở vùng ngoại ô Quận Baltimore, Maryland, bao quanh thành phố ở phía tây, bắc và đông. Ngôi nhà của ông, Bella Vista, được thiết kế bởi các kiến trúc sư James Bosley Noel Wyatt (1847–1926) và William G. Nolting (1866–1940), trong công ty hợp danh kiến trúc địa phương nổi tiếng Wyatt & Nolting vào năm 1896. Nó nằm ở phía đông của Đường Harford (Tuyến đường Maryland 147) trong một khu vực có tên là Glen Arm. Ngôi nhà không được cung cấp điện vì Bonaparte từ chối lắp đặt đường dây điện hoặc điện báo do ông không thích công nghệ, điều này được chứng minh bằng việc ông sử dụng xe ngựa kéo cho đến khi ông qua đời vào đầu những năm 1920.

### Chính trị
Bonaparte là người sáng lập Liên đoàn Cải cách Baltimore, được thành lập vào năm 1885. Liên đoàn đã giành chiến thắng áp đảo trong các cuộc bầu cử thành phố vào năm 1895: những người đảng Cộng hòa cấp tiến thiểu số lâu năm đã lật đổ nhiều chính trị gia máy móc thuộc đảng Dân chủ tại các khu vực Dân chủ đông đảo. Những người trong Liên đoàn đã thực thi quyền hành một cách trong sạch.
Bonaparte là thành viên của Hội đồng Ủy viên người da đỏ từ năm 1902 đến năm 1904, chủ tịch Liên đoàn Cải cách Dịch vụ Dân sự Quốc gia vào năm 1904 và được bổ nhiệm làm người quản lý của Đại học Công giáo Hoa Kỳ tại Washington, D.C.
Trong cuộc bầu cử tổng thống Hoa Kỳ năm 1904, Bonaparte được chọn là một trong 8 ứng cử viên thuộc đảng Cộng hòa cho vị trí đại cử tri đoàn. Tiểu bang Maryland vào thời điểm này đã chọn cử tri riêng lẻ, trong một cuộc bầu cử toàn quốc. Trong một kết quả bất thường, Bonaparte đã giành được nhiều phiếu bầu nhất trong số bất kỳ ứng cử viên nào, vượt qua tám ứng cử viên của đảng Dân chủ, những người đã vượt qua bảy ứng cử viên Cộng hòa khác. Do đó, Bonaparte là đại cử tri đoàn thuộc đảng Cộng hòa duy nhất của Maryland, điều này có thể phản ánh danh tiếng của ông.
Năm 1905, Tổng thống Theodore Roosevelt bổ nhiệm Bonaparte làm Bộ trưởng Hải quân. Năm 1906, Bonaparte chuyển sang chức Tổng chưởng lý, ông giữ chức này cho đến hết nhiệm kỳ của Roosevelt. Ông tích cực tham gia các vụ kiện chống lại các quỹ tín thác và khởi xướng vụ kiện phá vỡ tính độc quyền của Công ty Thuốc lá Mỹ. Ông được biết đến với biệt danh "Charlie, Kẻ săn mồi". Năm 1908, Bonaparte thành lập Cục Điều tra (BOI) thuộc Bộ Tư pháp, dưới sự chỉ đạo của chính Tổng chưởng lý. BOI sau này trở thành FBI.
Trong cuộc bầu cử tổng thống Hoa Kỳ năm 1912, Bonaparte đã ủng hộ đảng Bull Moose của Theodore Roosevelt.

## Cuộc sống cá nhân
Vào ngày 1 tháng 9 năm 1875 tại Newport, Rhode Island, Bonaparte kết hôn với Ellen Channing Day (Hartford, Connecticut, ngày 25 tháng 9 năm 1852 – Washington, D.C., ngày 23 tháng 6 năm 1924), con gái của luật sư Thomas Mills Day và vợ Anna Jones Dunn. Họ không có con.
Năm 1903, ông được Đại học Notre Dame trao tặng Kỷ niệm chươgn Laetare, giải thưởng lâu đời và danh giá nhất dành cho người Công giáo Hoa Kỳ.

## Qua đời
Bonaparte mất tại Bella Vista ở tuổi 70 và được chôn cất tại Nghĩa trang Loudon Park nổi tiếng ở phía tây nam Baltimore. Ông mất vì "vũ điệu của Thánh Vitus", một thuật ngữ không cụ thể được sử dụng vào thời điểm đó để chỉ bệnh chorea. Một con phố gần đó ở Quận Baltimore, Maryland mang tên Bonaparte Avenue.
Sau khi Bonaparte mất, ngôi nhà sau đó thuộc sở hữu của những kẻ buôn rượu lậu Peter và Michael Kelly. Sau khi họ rời đi, ngôi nhà đã bị phá hủy trong một vụ hỏa hoạn do hệ thống dây điện bị lỗi vào ngày 20 tháng 1 năm 1933. Địa điểm này đã được thay thế bằng một biệt thự bê tông, nhưng một Carriage house, có từ năm 1896, vẫn còn trên khu đất.